# USS Blue Ridge (LCC-19)
Pour les autres navires du même nom, voir USS Blue Ridge.
L’USS Blue Ridge (LCC-19) est un navire amphibie de commandement de classe Blue Ridge de la marine américaine et qui sert de navire amiral depuis février 2005 pour la septième flotte basée dans l'océan Pacifique au port japonais de Yokosuka. Il a également été le navire amiral des opérations navales du United States Central Command menées lors de la guerre du Golfe.

## Historique
Ce navire, construit à Philadelphie en Pennsylvanie porte le nom des montagnes Blue Ridge, un sommet dans la chaîne de montagne des Appalaches entre la Géorgie et la Pennsylvanie.
Le Blue Ridge, est un navire de commandement avancé directement sur le théâtre opérationnel ; il est capable d'embarquer deux hélicoptères et des véhicules amphibies. Initialement, il a été conçu comme son sister-ship, l'USS Mount Whitney (LCC-20) pour le commandement de grandes invasions amphibies comme l'opération Overlord pendant la Seconde Guerre mondiale. Dans la mesure où les opérations de débarquement n'ont que rarement été utilisées, il a été reconverti en navire de commandement « C5I » (Command, Control, Communications, Computers, Combat systems and Intelligence — commandement, contrôle, communications, informatique, systèmes de combat et renseignement).

## Opérations
Le Blue Ridge peut transmettre et recevoir de grandes quantités de données sécurisées de et vers n'importe quel point sur terre à travers les hautes fréquences et la communication par satellite.
Il participe régulièrement aux exercices de formation annuels des américains, japonais et de leurs alliés qui se tiennent dans le Pacifique et l'océan Indien.
Ce navire a été l'un des nombreux participants à intervenir après le séisme et le tsunami survenu sur la région de Tōhoku en mars 2011 ; il a apporté du matériel de secours en provenance de Singapour au Japon.